# Municipio de Lagunillas (San Luis Potosí)
El municipio de Lagunillas es uno de los 59 municipios que constituyen el estado mexicano de San Luis Potosí. Se encuentra localizado al suroeste del estado y aproximadamente a 200 kilómetros de la ciudad de San Luis Potosí. Cuenta con una extensión territorial de 539.54 km². Según el II Conteo de Población y Vivienda de 2005, el municipio tiene 5,647 habitantes, de los cuales 2,693 son hombres y 2,954 son mujeres. Su nombre se debe a las lagunas que existían alrededor de la cabecera municipal.

## Descripción geográfica

### Ubicación
Lagunillas se localiza al suroeste del estado entre las coordenadas geográficas 21° 35’ de latitud norte, y 99° 34’ de longitud oeste; a una altitud promedio de 920 metros sobre el nivel del mar.
El municipio colinda al norte con el municipio de Rayón; al este con Santa Catarina; al sur con Querétaro; y al oeste con San Ciro de Acosta.

## Breve Paseo por Lagunillas
Lagunillas se encuentra situado en medio de dos cerros conocidos como el Tepamal y el Cielo, la mayoría de asentamiento poblacional se encuentra en la falda del Tepamal que baja de norte a sur, donde se localiza una de las entradas a la localidad proveniente del municipio de Rayón, topando en principio con una pequeña avenida de dos vías, de donde se desprende el camino a la comunidad del Charco de Piedra, por la que a unos cien metros se puede ver la Escuela Secundaria; si continuas recorrerás una pendiente de unos ciento cincuenta metros que al finalizar te mostrará que la arquitectura de sus casas en nada guardó los caserones que en sus tiempos de auge existieron, por el contrario parece que día con día se llena de cuartos de concreto que en los tiempos de más calor cobran a sus moradores una cuota de sudor extra por mantenerlos en este sitio.
Continuando con nuestro camino hemos llegado a una pequeña plazoleta semiabandonada , que en sus pequeños espacios para jardines nos dejan ver en este lugar la lluvia no lo tiene entre sus viajes anuales por esta región, ya que muestran una desolación de plantas y hierbas; dando unos cuantos pasos se levanta el único edificio que resalta entre las viejas construcciones que componen el centro del lugar, es una Iglesia Católica que reúne los jueves y domingos a la feligresía, escasa porque en este lugar la gente es menos que las casas existentes, ya que la necesidad los ha llevado a embarcarse en el viaje al sueño americano, y que con su auxilio muchas de las familias pueden llevar una vida, entre el casi desierto, no solamente del clima sino del empleo, el comercio y las oportunidades de estudio e inversión.
Casi frente a esta construcción se asoman gallarda y fuerte la poca vegetación que le gana la batalla a las sequías son escasamente algunos ocho árboles que custodian la plaza principal de Lagunillas, donde un día vieron partir a los valientes revolucionarios rumbo a la cita con la historia, la misma plaza que ha contemplado los momentos de triunfos electorales así como los instantes de lucha ideológica, que paraliza al cuartel político que es la presidencia municipal y su escudo nacional que por alguna razón obligó al incipiente águila a voltear a resguardar su perfil derecho, tal vez pensando que la amenaza llegaría por la parte sur y no por el norte como cualquiera pensaría.
Y prosiguiendo con el viaje retomamos las pendientes para salir de este pueblo, que en un día reuniría tanta gente que las calles convertía en un gran comercio por el día y confortables camas por la noche, pues sus visitantes venían desde Santa María Acapulco, municipio de Santa Catarina hasta Sanguijuela, pero hoy el pueblo sale por esta pendiente hasta Arroyo Seco, puerta del vecino estado de Querétaro.
Si un día quieres descubrir la magia de la soledad y el encanto de la tranquilidad, no dudes en visitar las lagunas de esta tierra y su Cabecera Municipal.

### Orografía e hidrografía
Posee un territorio montañoso, debido a su localización junto a la Sierra Madre Oriental, sus principales elevaciones son los cerros: Laguna del Barro (1,200 m s. n. m.); el Pelón y la Culebra. Sus suelos se formaron en la era Mesozoica, y su uso principalmente es ganadero, forestal y agrícola. El municipio pertenece a la región hidrológica Panuco. Sus recursos hidrológicos son proporcionados principalmente por el río Verde. Además cuenta con pequeños arroyos de afluente temporal como: los Pericos, el Grande, el Capulín, Agua Fría, los Puercos, los Gavilanes y el Coyote.

### Clima
Posee 2 tipos de clima, al oriente presenta clima cálido y al occidente seco; y no posee cambio térmico invernal bien definido. La temperatura media anual es de 21°C, la máxima se registra en el mes de mayo (38 °C) y la mínima se registra en enero (4.5 °C). El régimen de lluvias se registra en el verano, contando con una precipitación media de 524.2 milímetros.

## Cultura

### Fiestas
Fiestas civiles
- Aniversario de la Independencia de México: 16 de septiembre.
- Aniversario de la Revolución mexicana: El 20 de noviembre.

### Fiestas religiosas
- Semana Santa: jueves y viernes Santos.
- Día de la Santa Cruz: 3 de mayo.
- Fiesta en honor de la Virgen de Guadalupe: 12 de diciembre.
- Día de Muertos: 2 de noviembre.
- Fiesta patronal en honor de San Antonio de Padua: 13 de junio.
- Navidad: 24 de diciembre
- Año nuevo: 1 de enero

## Gobierno
Su forma de gobierno es democrática y depende del gobierno estatal y federal; se realizan elecciones cada 3 años, en donde se elige al presidente municipal y su gabinete. El actual presidente es Alejo Olvera Olvera  militante del PT.
El municipio cuenta con 65 localidades, las cuales dependen directamente de la cabecera del municipio, las más importantes son: Lagunillas (cabecera municipal), El Ahogado, Buenavista, La Canoa, El Capulín, Carrizal de San Juan de Arriba, El Carrizalito, El Conche, Charco de Agua Fría, El Charco de Piedra, Los Charcos, Chayotillos, Encinillas, El Epazote, La Escondida de Puerto Hondo, Garrillos, La Higuera, Laguna Colorada, Laguna Verde y San Rafael.